# Paul Signac
Paul Victor Signac (11 de noviembre de 1863 - 15 de agosto de 1935) fue un pintor neoimpresionista francés famoso por su desarrollo de la técnica divisionista junto a Georges Seurat. Siguiendo las enseñanzas de Seurat, es uno de los principales representantes de la liberación del color con respecto al objeto. Al principio tuvo influencias de Monet, pero después de la fundación del Salón de los independientes de París se convirtió en un neoimpresionista.

## Biografía
El 7 de noviembre de 1892 Signac se casó con Berthe Roblès en el ayuntamiento del 18.º distrito de París; fueron testigos de boda Alexandre Lemonier, Maximilien Luce, Camille Pissarro y Georges Lecomte. En noviembre de 1897, los Signac se trasladaron a un nuevo apartamento en el Castel Béranger, construido por Hector Guimard, y un poco más tarde, en diciembre del mismo año, adquirieron una casa en Saint-Tropez llamada La Hune; allí el pintor hizo que construyeran un gran estudio, que inauguró el 16 de agosto de 1870.
En septiembre de 1913, Signac alquiló una casa en Antibes, donde se estableció con Jeanne Selmersheim-Desgrange, quien dio a luz a su hija Ginette el 2 de octubre de 1913. Mientras tanto, Signac había dejado La Hune lo mismo que el apartamento en el Castel Beranger a Berthe: siguieron siendo amigos durante el resto de su vida. El 6 de abril de 1927, Signac adoptó a Ginette, su hija previamente ilegítima. A la edad de 71 años, Paul Signac murió de septicemia. Su cuerpo fue incinerado y, tres días más tarde, enterrado en el Cementerio de Père-Lachaise.

## Pintura
Políticamente fue un anarquista, como muchos de sus amigos, entre ellos Félix Fénéon y Camille Pissarro. Entre sus cuadros más famosos se ha de mencionar el de Las Modistas (1885-1886, Zúrich), donde los objetos aún tienen importancia pese al relieve del color. En El puerto de Saint-Tropez (1907, Museo de Saint-Tropez) el colorido se sobrepone a la forma y las luces reflejadas sobre el agua forman una unidad cromática de conjunta. Explicado por él mismo: 

...el pintor anarquista no es el que crea cuadros anarquistas, sino el que, sin deseo de recompensa, lucha con toda su individualidad contra las convenciones burguesas oficiales por medio de una contribución personal. Paul Signac.

## Escritura
Fue un estudioso de las ciencias y de las artes y publicó varios libros sobre sus contemporáneos. Signac dejó varias obras importantes sobre teoría del arte, entre ellas De Eugène Delacroix al Neoimpresionismo, publicado en 1899; una monografía dedicada a Johan Barthold Jongkind (1819-1891), publicada en 1927; varias introducciones a los catálogos de exposiciones artísticas y muchos otros escritos aún sin publicar.

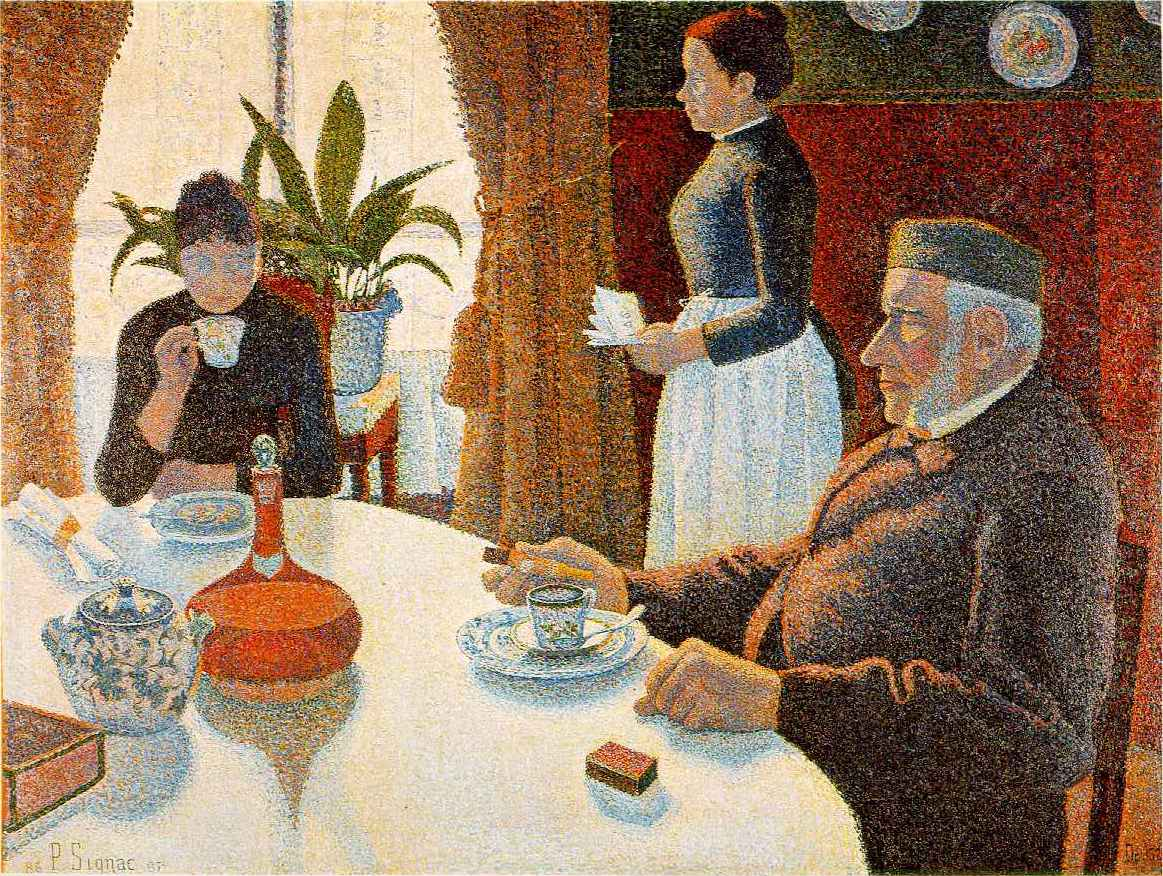
El desayuno.1886-1887
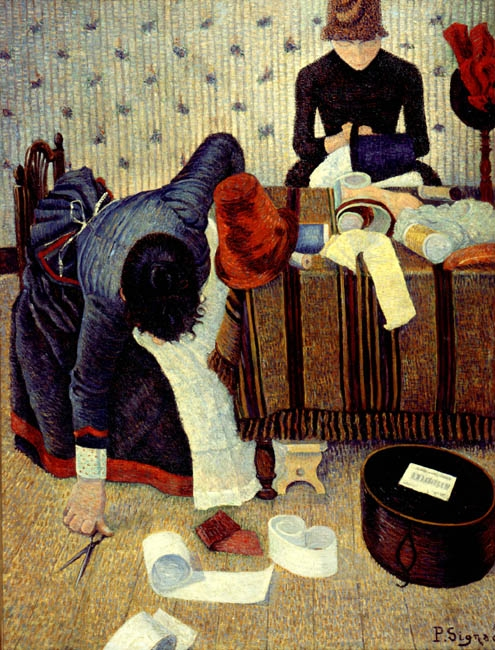
Las modistas, Rue du Caire, hacia 1885-1886, Col. E. G. Bühle, Zúrich
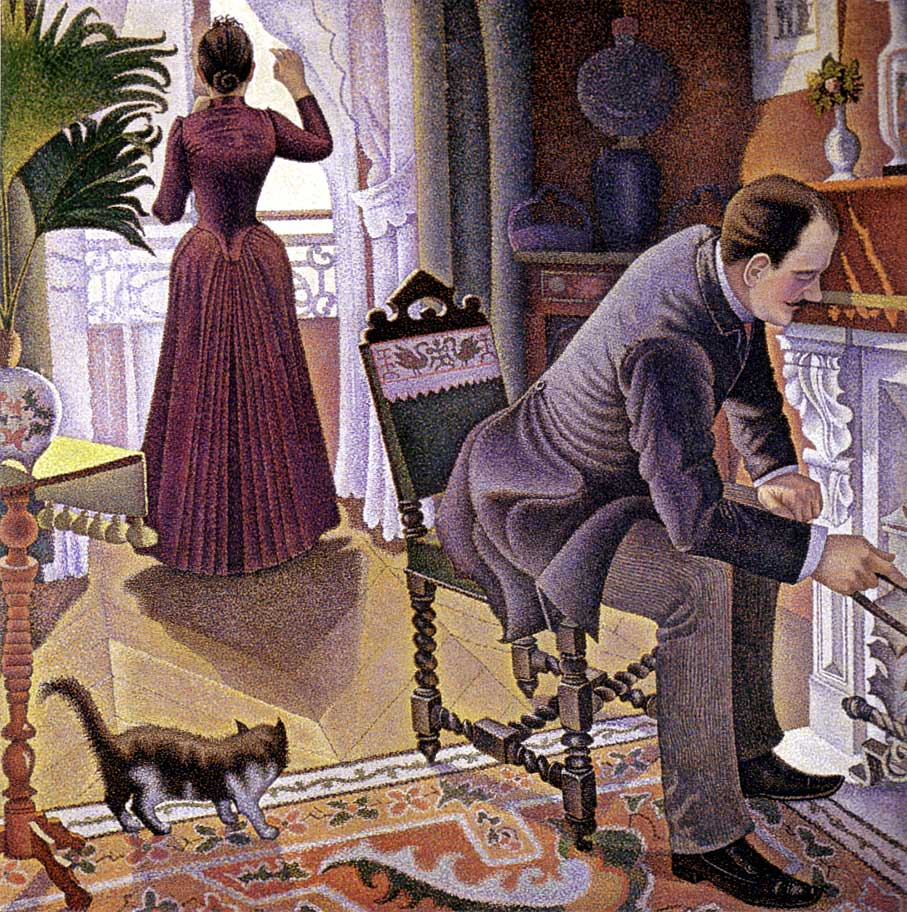
Domingo, 1888-1890, colección privada
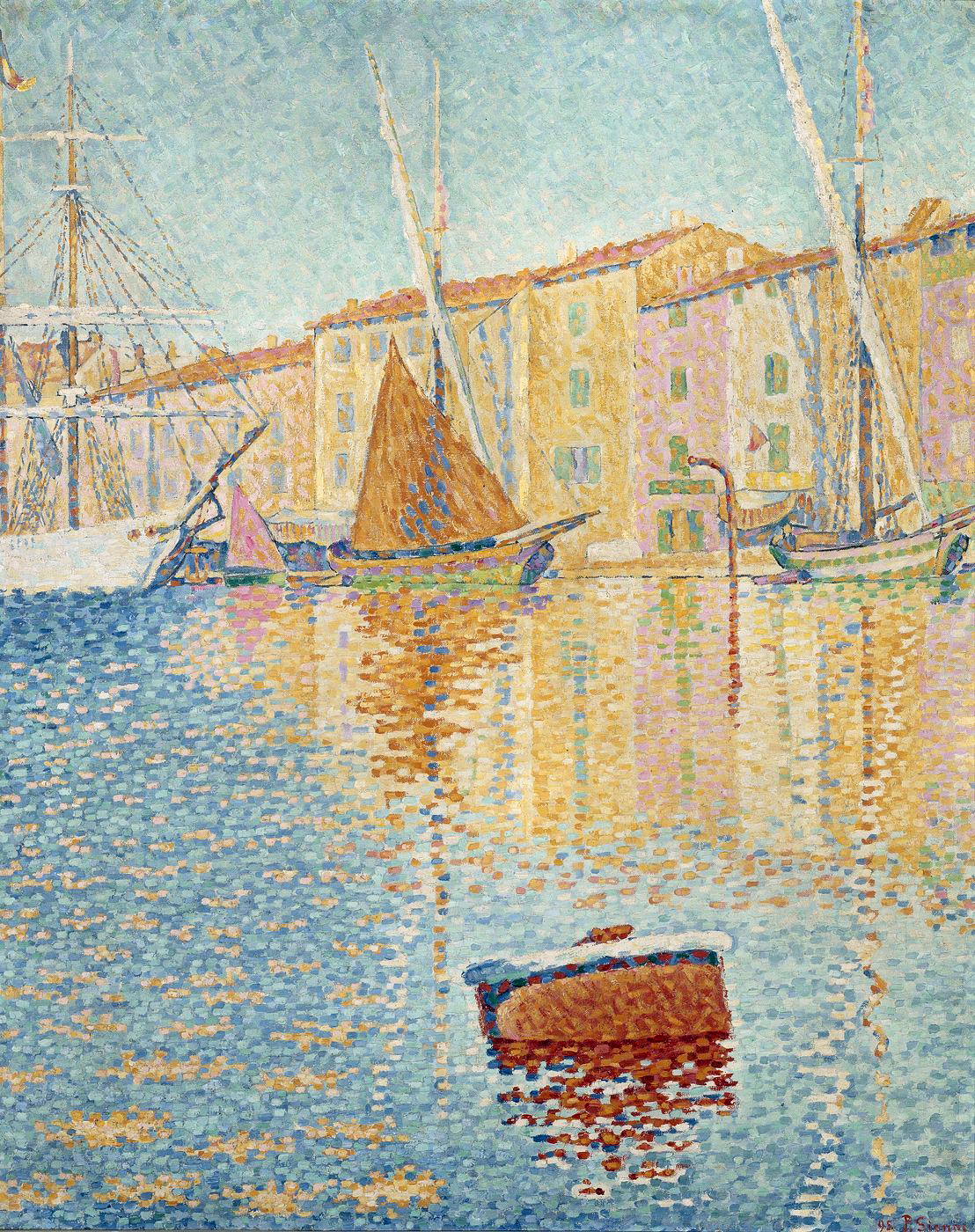
La boya roja, 1895, Museo de Orsay, París.
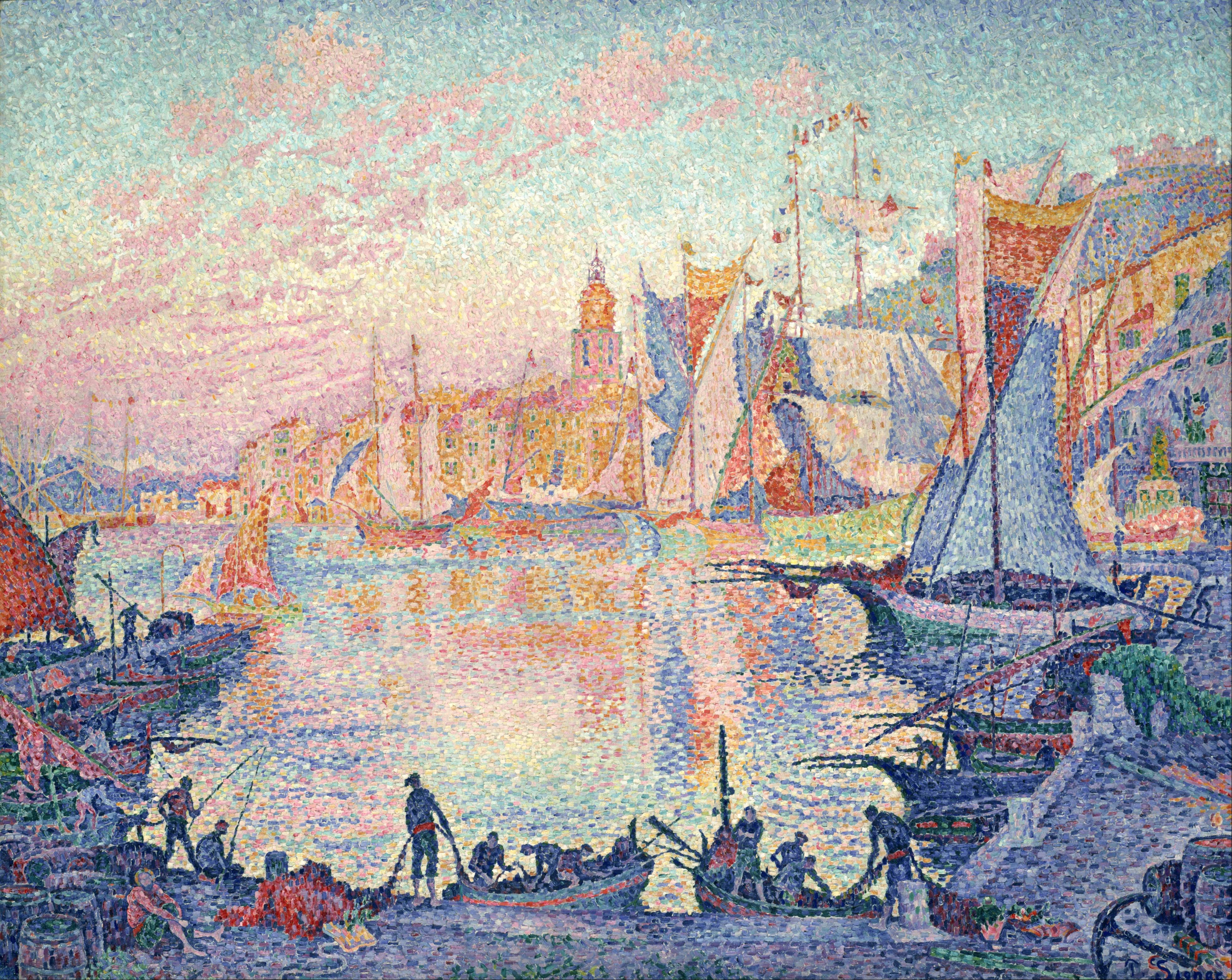
El puerto de Saint-Tropez, 1907, Museo Folkwang, Essen.